# Raión de Surazh
El raión de Surazh (ruso: Сура́жский райо́н) es un distrito administrativo y municipal (raión) ruso perteneciente a la óblast de Briansk. Se ubica en el oeste de la óblast. Su capital es Surazh.
En 2021, el raión tenía una población de 21 681 habitantes.
El raión es fronterizo al noroeste con Bielorrusia.

## Subdivisiones
Comprende la ciudad de Surazh (la capital distrital) y los asentamientos rurales de Vlázovichi, Degtiariovka, Dubrovka, Kulagui (con capital en Lesnoye), Lopazna, Nívnoye y Ovchínets. Estas ocho entidades locales suman un total de 121 localidades.